# 海蒂·拉玛
海蒂·拉玛（英語：Hedy Lamarr，1914年11月9日—2000年1月19日），原名海德薇·伊娃·瑪麗亞·基斯勒，出生於奥地利，匈牙利犹太人後裔，后改信天主教會，為美国电影演員與发明家。她被认为是有史以来最伟大的电影女演员之一。同時，她是跳频扩频技术的共同发明人，被称为“跳频扩频之母”。在第二次世界大战开始时，海蒂·拉玛與作曲家喬治·安塞爾为盟军的鱼雷开发了一套无线电导航系统，该系统使用扩频和跳频技术来击败轴心国的干扰威胁。尽管美国海军直到20世纪60年代才采用这种技术，但他们的工作原理已经融入到蓝牙和GPS技术中，与传统版本的CDMA和Wi-Fi使用的方法类似。这项工作使他们在2014年被列入国家发明家名人堂。2000年她在美國佛罗里达州逝世。

## 早期
海蒂·拉玛出生于奥地利维也纳，原名海德薇希·爱娃·玛丽亚·基斯勒（Hedwig Eva Maria Kiesler）她的父亲是一位當地知名的猶太银行家，母親是布達佩斯的鋼琴家。青少年時期的她被電影院吸引住了，因此她放棄了當時的學習的通信技術，学习了钢琴与芭蕾，並退學成為一名演員。她被導演馬克斯·萊因哈特發現。萊因哈特帶著她去了自己位於柏林的表演學校，而拉瑪在回到維也納後，以一名場記員為開端，進入了電影行業。

## 歐洲演員生涯
1930年，年仅17岁的拉玛出演了一部德国电影《街上的钱》（Geld auf der Straße），这也是她的第一部影片。在接下来的几年中她又拍摄了几部影片，其中1933年时她拍摄了捷克电影《神魂颠倒 （页面存档备份，存于）》這部影片有一些曝露和性愛的場景，為世界上最早的有裸体鏡頭的电影之一。

## 婚姻
1933年後她遇上了第一任丈夫弗里茨·曼德尔，此人为腰缠万贯的奥地利军火商。他曾与希特勒以及墨索里尼等法西斯分子打过交道，在招待丈夫的客户时，拉玛也时常会出席宴会，在旁邊听到丈夫與客戶之间的一些交谈，這是她擁有豐富的武器和無線電通訊知識的機緣。
虽然生活在萨尔斯堡一个城堡内的拉玛非常富裕，但由於被丈夫禁止涉足電影，加上拉瑪反對丈夫支持納粹，所以她并不快樂，在1937年她逃到巴黎，逃離了她和曼德爾的婚姻。

## 入驻好莱坞

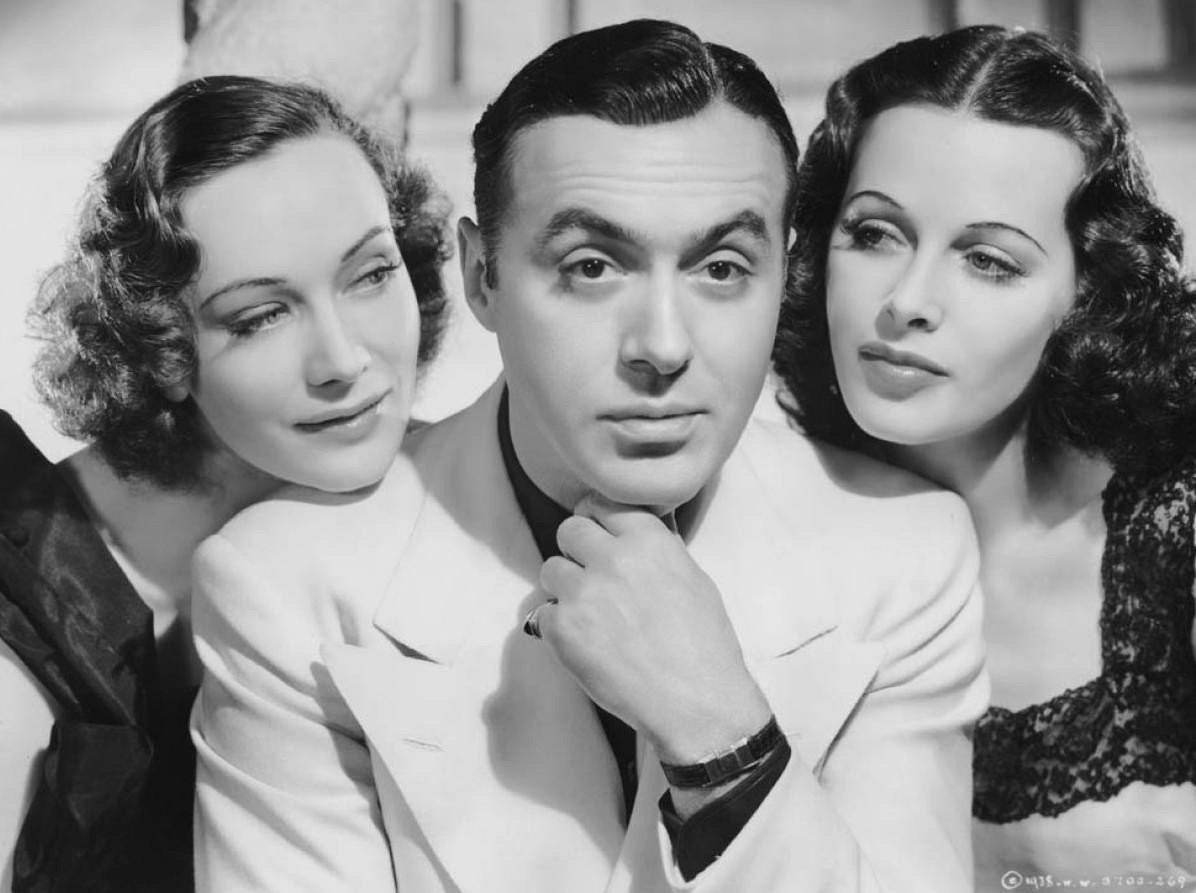
1938年的海蒂·拉玛（右一）

逃到伦敦之後，拉瑪在那里表演过一些戏剧。並且遇到了米高梅三位创始人之一的路易·B·梅耶，后者在法国的客轮上同她签订了一份为期7年的合同。因为《神魂颠倒》中的性愛和曝露的場景頗有爭議，梅耶让她改名，她的新名字来源于默片时代的米高梅演员芭芭拉·拉玛（Barbara La Marr）。
1938年海蒂·拉玛第一次出现在了好莱坞的影片《阿尔及尔》之中，1939年她为米高梅拍摄了第一部影片。她拒绝了主演1942年的《北非谍影》以及1944年的《煤气灯下》。不过海蒂·拉玛依旧出演过许多颇受欢迎电影，同她合作过的男演员包括克拉克·盖博、史賓塞·屈賽等人。

## 成為發明家

### 靈感
1940年夏天，拉玛在一个聚會上认识了从德國移民鋼琴家乔治·安塞爾。拉玛把安塞爾邀请到家中，詢問通過調節內分泌進行塑身的問題。但是他们的讨论轉到了更重要的話題。拉瑪想起自己在一次晚宴上和第一任丈夫生活的時期，她曾聽到官員們談起如何操縱魚雷的內容。如果是直接使用遙控則很容易被相同頻率的信號干擾從而使魚雷失去目標。某个下午安塞爾漫不经心地弹着钢琴，拉瑪想到如果改變鍵盤可以改變聲音，那麼改變無線電信號頻率同樣可以改變信號。而安塞爾則想衍生出具體的實施方法，他曾經在1926年的《機械芭蕾》（Ballet Mecanique）中使用了16架自動演奏鋼琴，這些鋼琴由滾筒驅動。當在魚雷的接收器和艦上船的發射器內部安裝有相同編碼的讀寫器，讓兩者同時運轉時，時鐘調整頻率，就可以完成這種跳頻擴頻，使敵人難以操控。

### 秘密通訊系統
1942年8月11日，海蒂拉瑪與喬治·安塞爾從美國專利局獲得了一個名為秘密通信系統（Secret Communications System）的专利，编号为2,292,387（後稱此技術為展頻技術 Spread Spectrum）。事實上在他們的專利中總共使用了88種頻率，這個數字和鋼琴的按鍵相同。獲得專利後他們沒有開發相關的商業用途而是直接排序了政府，他們還需要為此分擔相關的專利維護費。
然而那時候還未發明晶體管以及集成電路，以當時的技術需同時使用88套無線電收發設備；雖然當1套收發設備與占用同一頻率的其它無線電設備相互干擾時，其餘87套收發設備仍能通過其它頻率傳輸剩餘的電碼片斷，但實用中尤其是戰場上遇到的干擾不只是某幾個固定頻率，且殘缺的電碼也無法解碼。
海蒂拉瑪設想先將這個技術用在魚雷的無線電操控上，這樣可以不考慮短時間內的信號丟失。但想要將88套龐大的電子管設備塞入魚雷之中仍然困難重重，因而海軍拒絕了這一想法。且在此20年前已出現的調頻通訊技術在相對較窄的頻率範圍內亦可達到同樣的效果。
日后海蒂拉瑪與喬治安塞爾的擴頻技術在被應用到眾多無線電通信技術中，CDMA（Code Division Multiple Access，分碼多工存取）、無線區域網路（WLAN）、Wi-Fi與 Bluetooth都是奠基於展頻技術而來。与海蒂与安塞爾的专利有相通之处，但都没有触及其专利权问题。
海蒂拉瑪與喬治安塞爾没有继续深入他们的发明研究，終其一生未因此專利獲得任何一分錢。1997 年，這項專利發明了 56 年後，海蒂拉瑪與喬治安瑟的成就才終於獲得電子前線基金會（Electronic Frontier Foundation；EFF）榮譽技術獎章的鼓励。

## 晚年生活
二戰時拉瑪還通過販售戰爭債券的方式幫助抵抗法西斯，其中在一個晚上她就售出了7百萬美元的債券，平均下來每晚賣掉了2萬5千美元的債券。
50年代以後，隨著海蒂·拉瑪美貌不再，加上新一代的電影演員迅速崛起，她漸漸地淡出了銀幕。 1951年之後她就很少拍電影了，1953年4月10日，加入美籍。 1958年她在自己44歲那年正式退休。 1967年後她出版了自傳，然後定居到了佛羅里達州，1991年時已經78歲的拉瑪因為在商店順手牽羊被逮捕再次登上新聞。實際上在1966年時已經發生過類似的事情，那時12名陪審員中有10人認為拉瑪無罪。 2000年1月19日，85歲的拉瑪死於佛羅里達的家中。
海蒂·拉瑪一共經歷過6段婚姻，最後一段婚姻結束於1965年，在那之後她再也沒有結過婚，並於不久後移居到了佛羅里達。所有的這些婚姻關係時間都不長，最長的第5段婚姻也不過只持續了7年，這一任的丈夫是一位德克薩斯的石油商人。她一共生下了兩個孩子並領養過一個男孩。

## 紀念
2015年11月9日，Google更改其首頁的Google塗鴉，以紀念海蒂·拉玛的101歲誕辰。
強尼戴普親自創作及演唱的歌曲「This is a Song for Miss Hedy Lamarr」、地表明了向已故傳奇女星海蒂拉瑪致敬。

## 电影作品
| 年份   | 片名                 | 片名 | 角色                                              | 備註 |
| 年份   | 譯名                 | 原名 | 角色                                              | 備註 |
| ------ | -------------------- | ---- | ------------------------------------------------- | ---- |
| 1930年 | 《街上的钱》         |      | Young Girl                                        |      |
| 1931年 | 《玻璃水杯风暴》     |      | Secretary                                         |      |
| 1931年 | 《O.F.先生的冒险》   |      | Helene                                            |      |
| 1932年 | 《钱无所需》         |      | Käthe Brandt                                      |      |
| 1933年 | 《神魂颠倒》         |      | Eva Hermann                                       |      |
| 1938年 | 《海角游魂》         |      | Gaby                                              |      |
| 1939年 | 《热带女郎》         |      | Manon deVargnes Carey                             |      |
| 1940年 | 《心有所属》         |      | Georgi Gragore Decker                             |      |
| 1940年 | 《新兴都市》         |      | Karen Vanmeer                                     |      |
| 1940年 | 《某某同志》         |      | Golubka/ Theodore Yahupitz/ Lizvanetchka "Lizzie" |      |
| 1941年 | 《真情流露》         |      | Johnny Jones                                      |      |
| 1941年 | 《齐格菲女郎》       |      | Sandra Kolter                                     |      |
| 1941年 | 《富家子的婚姻》     |      | Marvin Myles Ransome                              |      |
| 1942年 | 《薄饼坪》           |      | Dolores Ramirez                                   |      |
| 1942年 | 《十字路口》         |      | Lucienne Talbot                                   |      |
| 1942年 | 《白色货物》         |      | Tondelayo                                         |      |
| 1944年 | 《梦幻天体》         |      | Vicky Whitley                                     |      |
| 1944年 | 《阴谋者》           |      | Irene Von Mohr                                    |      |
| 1944年 | 《危险试验》         |      | Allida Bederaux                                   |      |
| 1945年 | 《公主与侍者》       |      | Princess Veronica                                 |      |
| 1946年 | 《陌生女人》         |      | Jenny Hager                                       |      |
| 1947年 | 《蒙羞的女士》       |      | Madeleine Damien                                  |      |
| 1948年 | 《让我们生活一点》   |      | Dr. J.O. Loring                                   |      |
| 1949年 | 《霸王妖姬》         |      | 大利拉                                            |      |
| 1950年 | 《没有护照的女人》   |      | Marianne Lorress                                  |      |
| 1950年 | 《坎农铜矿》         |      | Lisa Roselle                                      |      |
| 1951年 | 《挚爱侦探》         |      | Lily Dalbray                                      |      |
| 1954年 | 《幻觉骑士》         |      | Hedy Windsor / Helen of Troy / Empress Joséphine  |      |
| 1954年 | 《三皇后之爱》       |      | Hedy Windsor / Helen of Troy / Empress Joséphine  |      |
| 1954年 | 《永恒的女性》       |      | Herself                                           |      |
| 1957年 | 《第十大街上的屠杀》 |      | Herself                                           |      |
| 1957年 | 《人类的故事》       |      | Joan of Arc                                       |      |
| 1958年 | 《雌性动物》         |      | Vanessa WindsorA                                  |      |

## 改編作品
- 2017年美國劇集《明日傳奇》第三季[14]，由切利亞·馬辛姆 (Celia Massingham)飾演。